# 银城铺镇
银城铺镇，是中华人民共和国河北省唐山市丰润区下辖的一个镇。
2012年，河北省民政厅批复同意撤销银城铺乡，设立银城铺镇，镇政府驻地不变。

## 行政区划
银城铺镇下辖以下地区：
刘庄子村、甸子村、三里屯村、李庄子村、北陈庄子村、谷家园村、殷官屯村、国新村、板桥村、前贾庄村、大八里村、东马庄村、国持营村、南陈庄子村、南朱庄子村和银城铺村。

## 交通
京哈铁路：银城铺站